# 388 (映画)
『388』（さんはちはち、原題: 388 Arletta Avenue）は、2011年のカナダのサスペンス映画。
監督はランドール・コール、出演はニック・スタールとミア・カーシュナーなど。
ある若夫婦が何者かの悪意によって幸せな日常を破壊されていく姿を描いた不条理サスペンスである。主人公ジェームズを追いつめる何者かによる隠しカメラから写した（という設定の）映像でほぼ全編が構成されているモキュメンタリー。
2011年9月11日に第36回トロント国際映画祭で初上映された。

## ストーリー
カナダのトロントにある閑静な高級住宅街の388番地に妻エイミーと暮らすジェームズは、ある朝、身に覚えのないCDがカーオーディオにセットされていることに気付く。ジェームズはエイミーのいたずらだと思うが、そんなジェームズにエイミーは怒りをぶつける。
ジェームズが仕事から戻ると、エイミーが書き置きを残して姿を消していた。エイミーの行方が分からないまま、その後も奇妙な出来事が続き、何者かに狙われていると気付いたジェームズは、子供時代にいじめていたビルを疑い、彼に接近する。しかし、エイミーの行方に繋がるヒントすら掴めない。次第に精神的に追いつめられ、仕事にも身が入らなくなったジェームズは、警察に相談するものの、エイミーの書き置きがあることから警察は真剣に取り合ってくれない。
ある日、自宅のパソコンでエイミーが監禁されている映像を見せられたジェームズは、ビルの犯行と思い込んで正気を失い、ビルを殺してしまう。そして、自宅の地下室でエイミーの死体を発見したジェームズは携帯電話にかかってきた謎の人物の言葉から部屋に監視カメラが設置されていることに気付く。そこに、かねてよりジェームズを疑っていたエイミーの姉キャサリンが警官を連れてやって来る。キャサリンがエイミーの死体を発見し、ジェームズに殺されたのだと叫ぶと、ちょうど犯人らしき人物が家の近くにいることに気付いて家を出ようとしていたジェームズを警官が牽制する。ところが、ジェームズが拳銃を持っていたため、ジェームズは射殺されてしまう。
ジェームズの姿の一部始終を「監視」していた謎の人物が一連の映像を収めた「ファイル」を棚にしまう。謎の人物は次の「ターゲット」を監視し始めていた。

## キャスト
※括弧内は日本語吹替。
- ジェームズ・ディーキン: ニック・スタール（三上哲） - 広告会社勤務。
- エイミー・ディーキン: ミア・カーシュナー（丸山雪野） - ジェームズの妻。
- ビル・ブローズ: デヴォン・サワ（後藤淳一） - ジェームズが子供時代にいじめていた幼なじみ。
- アレックス: アーロン・エイブラムス（英語版）（丸山壮史） - ジェームズの幼なじみで親友。
- シェリー: シャーロット・サリヴァン（英語版）（棟方真梨子） - ジェームズの同僚。
- キャサリン: クリスタ・ブリッジス（英語版）（片貝薫） - エイミーの姉。妹の失踪に関してジェームズを疑う。

## 作品の評価
Rotten Tomatoesによれば、9件の評論のうち高評価は56%にあたる5件で、平均点は10点満点中5.6点となっている。